# Habitatge a la carretera d'Agramunt, 23 (Cervera)
Habitatge a la carretera d'Agramunt, 23 és una obra de Cervera (Segarra) protegida com a Bé Cultural d'Interès Local.

## Descripció
Situat a la carretera L-303, dominada per la presència de magatzems de diferents especialitats. Edifici de planta rectangular, definit per dos cossos verticals (semblen dues cases). El primer cos té una tribuna al centre amb una finestra a cada banda, mentre que a la planta baixa està definida per dues obertures d'arc rebaixat destinades a botiga o magatzem i una obertura central, més estreta, que constituiria l'accés propi a l'habitatge. El segon cos està definit per una portada central d'accés a un magatzem, flanquejada per dues portes més estretes. Per damunt de la porta es llegeix, mig esborrat, "Cooperativa Avícola". Al nivell superior hi ha quatre grans obertures unides per una sola balconada d'obra. Tot l'edifici sencer -els dos cossos estan recorreguts per una cornisa que remata la part superior -i que al cos de l'esquerra es sobrealça a manera de tester. El parament dels murs és arrebossat, exceptuant l'emmarcament de les finestres.